# Пис (тауншип, Миннесота)
Пис (англ. Peace) — тауншип в округе Канейбек, Миннесота, США. На 2000 год его население составило 963 человека.

## География
По данным Бюро переписи населения США площадь тауншипа составляет 98,3 км², из которых 94,3 км² занимает суша, а 4,0 км² — вода (4,11 %).

## Демография
По данным переписи населения 2000 года здесь находились 963 человека, 358 домохозяйств и 264 семьи.  Плотность населения —  10,2 чел./км².  На территории тауншипа расположено 537 построек со средней плотностью 5,7 построек на один квадратный километр. Расовый состав населения: 96,88 % белых, 0,10 % афроамериканцев, 0,93 % коренных американцев, 0,73 % азиатов, 0,10 % — других рас США и 1,25 % приходится на две или более других рас. Испанцы или латиноамериканцы любой расы составляли 0,42 % от популяции тауншипа.
Из 358 домохозяйств в 33,8 % воспитывались дети до 18 лет, в 61,7 % проживали супружеские пары, в 7,8 % проживали незамужние женщины и в 26,0 % домохозяйств проживали несемейные люди. 20,4 % домохозяйств состояли из одного человека, при том 6,1 % из — одиноких пожилых людей старше 65 лет. Средний размер домохозяйства — 2,69, а семьи — 3,07 человека.
30,3 % населения — младше 18 лет, 6,0 % — в возрасте от 18 до 24 лет, 27,9 % — от 25 до 44, 23,2 % — от 45 до 64, и 12,6 % — старше 65 лет. Средний возраст — 37 лет. На каждые 100 женщин приходилось 107,5 мужчин.  На каждые 100 женщин старше 18 приходилось 107,1 мужчин.
Средний годовой доход домохозяйства составлял 33 929 долларов, а средний годовой доход семьи —  35 962 доллара. Средний доход мужчин —  30 982  доллара, в то время как у женщин — 23 456. Доход на душу населения составил 14 546 долларов. За чертой бедности находились 10,9 % семей и 15,9 % всего населения тауншипа, из которых 23,3 % младше 18 и 9,2 % старше 65 лет.